# 1st step to heaven
1st Step to Heaven és el sisè disc del grup alemany de música electrònica Deutsch-Amerikanische Freundschaft, i va aparèixer l'any 1986 al segell Ariola.
Tot i que DAF s'havien dissolt oficialment després de la publicació del seu anterior disc, Für immer, i que l'any 1983 tant Görl com Delgado havien editat discos propis en solitari, tres anys després es reuniren puntualment per ressuscitar momentàniament el grup i enregistrar un nou disc.
1st Step to Heaven és, fins a la data, el seu únic disc en anglès. El seu estil musical mostra canvis respecte al material dels discos anteriors, i acosta els DAF al corrent house. Com a novetat, Görl i Delgado comparteixen la faceta de cantants i instrumentistes.
La reacció de fans i crítics va ser majoritàriament d'indiferència i, amb l'excepció d'un àlbum recopilatori, caldria esperar 17 anys fins a l'aparició d'un nou disc de DAF.

## Temes
1. Voulez Vous Coucher Avec Moi - Part I - (2,25)
2. Pure Joy (4,47)
3. Blond Hair Dark Brown Hair (3,10)
4. Sex Up (3,15)
5. Absolute Bodycontrol (5,18)
6. Voulez Vous Coucher Avec Moi - Part II - (5,28)
7. Crazy Crazy (3,08)
8. Opium - Mix (2,10)
9. Brother / Brother (3,37)
10. 1st Step To Heaven - Mix (5,46)